# Idiops gunningi elongatus
Idiops gunningi là một phân loài nhện trong họ Idiopidae.
Loài này thuộc chi Idiops. Idiops gunningi elongatus được J. Hewitt miêu tả năm 1915.